# Gillonnay
Gillonnay là một xã thuộc tỉnh Isère, vùng Rhône-Alpes đông nam nước Pháp. Xã này nằm ở khu vực có độ cao trung bình 380 mét trên mực nước biển.